# MTV Video Music Awards 1992
Les MTV Video Music Awards 1992 ont eu lieu le 9 septembre 1992 au Pauley Pavilion de Los Angeles.

## Nominations
Les gagnants sont écrits en gras.

### Vidéo de l'année
Van Halen : Right Now
- Def Leppard : Let's Get Rocked
- Nirvana : Smells Like Teen Spirit
- Red Hot Chili Peppers : Under the Bridge

### Meilleure vidéo masculine
Eric Clapton : Tears in Heaven
- John Mellencamp : Get a Leg Up
- Tom Petty and the Heartbreakers : Into the Great Wide Open
- Bruce Springsteen : Human Touch
- "Weird Al" Yankovic : Smells Like Nirvana

### Meilleure vidéo féminine
Annie Lennox : Why
- Tori Amos : Silent All These Years
- Madonna : Holiday
- Vanessa L. Williams : Save the Best for Last

### Meilleur groupe
U2 : Even Better Than the Real Thing
- En Vogue : My Lovin' (You're Never Gonna Get It)
- Red Hot Chili Peppers : Under the Bridge
- Van Halen : Right Now

### Meilleur nouvel artiste
Nirvana : Smells Like Teen Spirit
- Tori Amos : Silent All These Years
- Arrested Development : Tennessee
- Cracker : Teen Angst (What the World Needs Now)

### Meilleure vidéo rock
Metallica : Enter Sandman
- Def Leppard : Let's Get Rocked
- Ugly Kid Joe : Everything About You
- Van Halen : Right Now

### Meilleure vidéo rap
Arrested Development : Tennessee
- Black Sheep : The Choice Is Yours (Revisited)
- Kris Kross : Jump
- Marky Mark and the Funky Bunch : Good Vibrations
- Sir Mix-a-Lot : Baby Got Back

### Meilleure vidéo dance
Prince et New Power Generation : Cream
- En Vogue : My Lovin' (You're Never Gonna Get It)
- Madonna : Holiday
- Marky Mark and the Funky Bunch : Good Vibrations

### Meilleure vidéo de musique alternative
Nirvana : Smells Like Teen Spirit
- Pearl Jam : Alive
- Red Hot Chili Peppers : Give It Away
- The Soup Dragons : Divine Thing

### Meilleure vidéo de film
Queen : Bohemian Rhapsody (de Wayne's World)
- Eric Clapton : Tears in Heaven (de Rush)
- The Commitments : Try a Little Tenderness (de Les Commitments)
- Hammer : Addams Groove (de La Famille Addams)

### Meilleure vidéo la plus révolutionnaire
Red Hot Chili Peppers : Give It Away
- Tori Amos : Silent All These Years
- David Byrne : She's Mad
- Van Halen : Right Now

### Meilleure réalisation dans une vidéo
Van Halen : Right Now (Réalisateur : Mark Fenske)
- En Vogue : My Lovin' (You're Never Gonna Get It) (Réalisateur : Matthew Rolston)
- Red Hot Chili Peppers : Give It Away (Réalisateur : Stéphane Sednaoui)
- Sir Mix-a-Lot : Baby Got Back (Réalisateur : Adam Bernstein)

### Meilleure chorégraphie dans une vidéo
En Vogue : My Lovin' (You're Never Gonna Get It) (Chorégraphes: Frank Gatson, Travis Payne et LaVelle Smith Jnr)
- Hammer : 2 Legit 2 Quit (Chorégraphe: Hammer)
- Madonna : Holiday (Chorégraphe: Vincent Paterson)
- Marky Mark and the Funky Bunch : Good Vibrations (Chorégraphes: Marky Mark and the Funky Bunch)

### Meilleurs effets spéciaux dans une vidéo
U2 : Even Better Than the Real Thing (Effets spéciaux: Simon Taylor)
- David Byrne : She's Mad (Effets spéciaux: Carlos Arguello et Michele Ferrone)
- Def Leppard : Let's Get Rocked (Effets spéciaux: Ian Pearson)
- Michael Jackson : Black or White (Effets spéciaux: Jamie Dixon)

### Meilleure direction artistique dans une vidéo
Red Hot Chili Peppers : Give It Away (Direction artistique: Nick Goodman et Robertino Mazati)
- Guns N' Roses : November Rain (Direction artistique: Nigel Phelps)
- Sir Mix-a-Lot : Baby Got Back (Direction artistique: Dan Hubp)
- Rod Stewart : Broken Arrow (Direction artistique: José Montaño)

### Meilleur montage dans une vidéo
Van Halen : Right Now (Monteur: Mitchell Sinoway)
- En Vogue : My Lovin' (You're Never Gonna Get It) (Monteur: Robert Duffy)
- Metallica : Enter Sandman (Monteur: Jay Torres)
- Red Hot Chili Peppers : Give It Away (Editors: Veronique Labels et Olivier Gajan)
- U2 : Even Better Than the Real Thing (Monteur: Jerry Chater)

### Meilleure photographiedans une vidéo
Guns N' Roses : November Rain (Photographes: Mike Southon et Daniel Pearl)
- Tori Amos : Silent All These Years (Photographe: George Tiffin)
- Eric Clapton : Tears in Heaven (Photographe: David Johnson)
- En Vogue : My Lovin' (You're Never Gonna Get It) (Photographe: Paul Lauter)
- Genesis : I Can't Dance (Photographe: Daniel Pearl)
- Michael Jackson : In the Closet (Photographe: Rolf Kestermann)
- Madonna : Holiday (Photographe: Toby Phillips)
- Marky Mark and the Funky Bunch : Good Vibrations (Photographe: Dave Phillips)
- Metallica : Enter Sandman (Photographe: Martin Coppen)
- Red Hot Chili Peppers : Give It Away (Photographe: Marco Mazzei)
- Vanessa L. Williams : Running Back to You (Photographe: Ralph Ziman)

### Choix des téléspectateurs
Red Hot Chili Peppers : Under the Bridge
- Def Leppard : Let's Get Rocked
- Nirvana : Smells Like Teen Spirit
- Van Halen : Right Now